# Denkmal für die Soldaten der Ersten Polnischen Armee

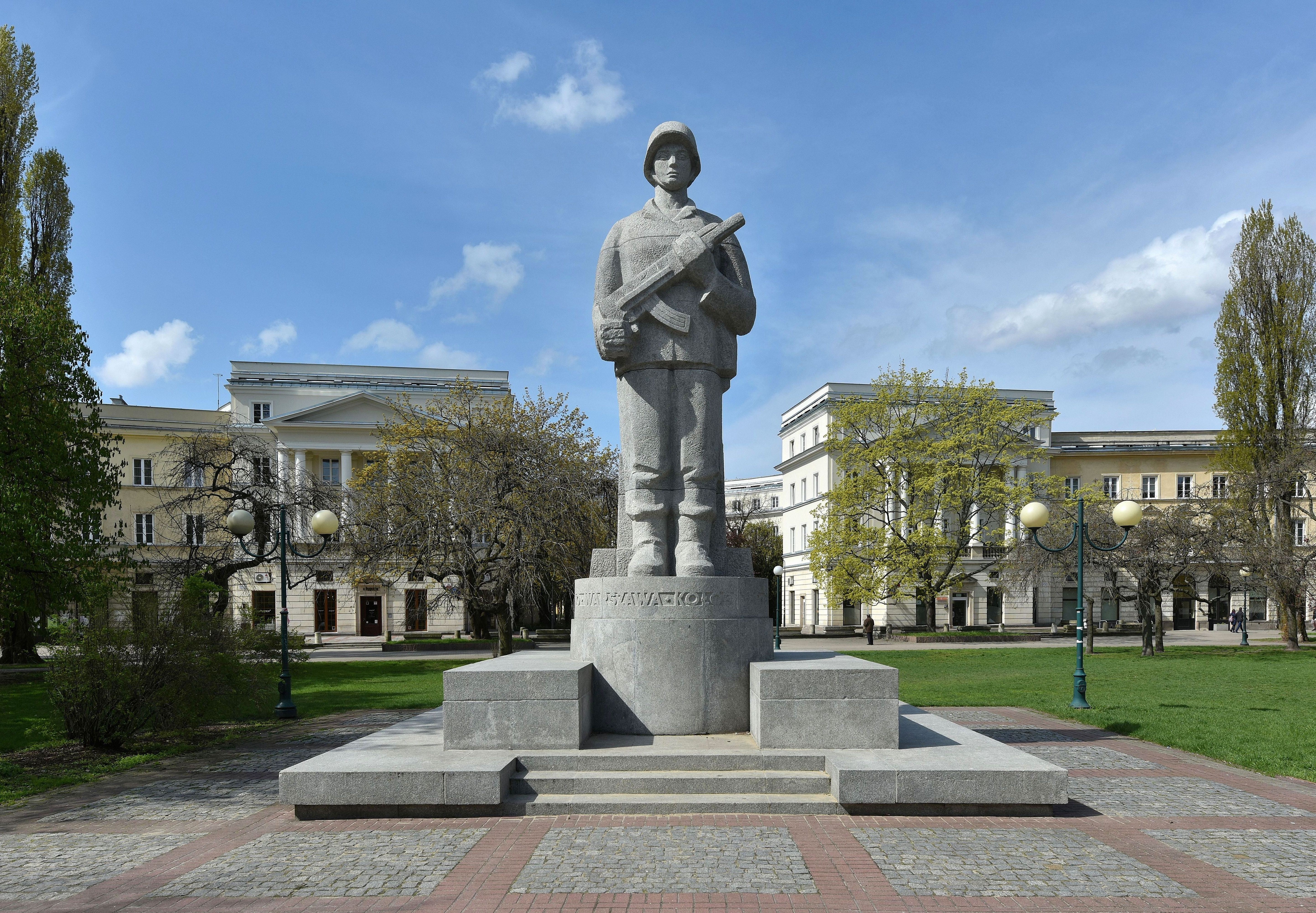
Denkmal für die Soldaten der Ersten Polnischen Armee, 2017

Das Denkmal für die Soldaten der Ersten Polnischen Armee (Pomnik Żołnierzy 1 Armii Wojska Polskiego) befindet sich seit 1963 im Warschauer Stadtteil Muranów und erinnert an die gefallenen Soldaten der Ersten Polnischen Armee der Ostfront in den Jahren 1944–1945.

## Geschichte
Das Denkmal wurde nach dem Zweiten Weltkrieg von Xawery Dunikowski im Stil des Realsozialismus geschaffen und wurde zum zwanzigsten Jahrestag der Schlacht bei Lenino enthüllt. Es war das letzte Werk von Dunikowski, der während den Arbeiten bereits schwer erkrankt war. Es wurde von der Polnische Volksarmee gestiftet.